# Шуџи Накамура
Шуџи Накамура (јап. 中村 修二; Иката, 22. мај 1954) је амерички електротехничар јапанског порекла, који је 2014. године, заједно са Хирошијем Аманом и Исамуом Акасакијем, добио Нобелову награду за физику „због изума новог, енергетски ефикасног и еколошког извора светлости — светлеће диоде која емитује плаву светлост”.